# Katableps perinet
Katableps perinet Jocqué, Russell-Smith & Alderweireldt, 2011 è un ragno appartenente alla famiglia Lycosidae.

## Etimologia
Il nome proprio della specie deriva dalla località malgascia di rinvenimento degli esemplari: Perinet.

## Caratteristiche
L'olotipo femminile rinvenuto ha lunghezza totale è di 2,83mm; la lunghezza del cefalotorace è di 1,20mm, e la larghezza è di 0,90mm.

## Distribuzione
La specie è stata reperita nel Madagascar centrorientale: nella località di Perinet, presso Andasibe, a 1000 metri di altitudine, nella Regione di Alaotra Mangoro, appartenente alla Provincia di Toamasina.

## Tassonomia
Al 2017 non sono note sottospecie e dal 2011 non sono stati esaminati nuovi esemplari.